# Simfonija broj 7. e - moll (Gustav Maler)

## Opšti pogled
Sedma Simfonija je poslednja u zreloj Malerovoj instrumentalnoj simfonijskoj trilogiji. Svoj naziv je dobila zbog dva središnja stava, koja svojim zvučnim koloritom dočaravaju intimnu noćnu atmosferu. Inače, koncipirana je u pet stavova, ali za razliku od Pete Simfonije (sa kojom je raspored stavova dosta sličan), a bliže vokalnoj Drugoj Simfoniji, nema podele na delove već su stavovi deo Simfonije za sebe. Ovim koncepcijskim rešenjem Maler nije bio puno zadovoljan, iako će još jednom, u svojoj nedovršenoj Desetoj Simfoniji u Fis-Duru, takođe čisto instrumentalnoj, pokušati da ga sprovede. Kao što se zna, prerana smrt ga je u tome pretekla.
Sedma Malerova Simfonija, nastala je tokom 1904. i 1905, a 1907. godine i premijerno je izvedena u Beču, pod upravom kompozitora. Ukupno traje 1 sat i 25 minuta.

## Karakteristike
Prvi stav je opsežni, sonatni LANGSAM (ADAGIO) - ALLEGRO. Počinje karakterističnim, zvučno dubokim i osenčenim laganim uvodom, koji nabujava u centralni brzi deo. Karakteriše ga umereni marševski pokret i naročito bujne harmonije, bez neke praštave blještavosti. U centralnom, razvojnom delu stava, susreću se i mirnija, idilična mesta. Drugi stav je NOĆNA MUZIKA I - ALLEGRO MODERATO. Prvi razlog za naziv Simfonije. Stav je u umereno igračkom pokretu lendlera i pravog valcera i sav je u duhu narodnog melosa. Svojom idilom u stilu nokturna, dočarava intimnu atmosferu noći. Treći stav je najkraći deo Simfonije, SKERCO. Ali, to nije pravi skerco, prožima ga karakteristični i veoma dopadljivi valcerski motiv. Stav više liči na skerco neke simfonije Bramsa ili Čajkovskog.
I slično Petoj Simfoniji, četvrti stav Sedme je NOĆNA MUZIKA II - KAO IGRA SENKI - ANDANTE AMOROSO. Drugi i konačni razlog za naziv Simfonije. Pisan je kao i Adađeto Pete, za gudački korpus i harfu, kojima se sada pridružuju mandoline, tipični narodni instrumenti. Idilična atmosfera noći je u ovom simfonijskom nokturnu, dovedena do svoga najlepšeg vrhunca. I za razliku od Adađeta ovaj je stav nešto proširen. Ali, deluje isto tako kao predah pred finalni peti stav, RONDO - FINALE, koji u burnom igračkom pokretu i u raskoši melodike i harmonije, dovodi delo do veličanstvenog završetka.

## Izvođači
Orkestar Gevandhauz iz Lajpciga, dirigent Kurt Mazur
Berlinska Filharmonija, dirigent Gari Bertini
Beogradska Filharmonija, dirigent Ig Rener
Beogradska Filharmonija, dirigent Vlastimir Trajković.